# Jean-Jacques Rousseau
 For alternative betydninger, se Rousseau (flertydig). (Se også artikler, som begynder med Rousseau)
Jean-Jacques Rousseau (28. juni 1712 — 2. juli 1778) var en schweizisk filosof fra oplysningstiden. Han blev født i Geneve i Schweiz og flygtede tidligt hjemmefra og ernærede sig en tid som gravør, musiker og komponist. Hos madame de Warens fandt han for en tid et frirum, som han hensynsløst beskrev i sine Bekendelser. Værket anses for en af litteraturens mest åbenhjertige selvbiografier.

## Liv
Jean-Jacques Rousseau tilhørte den gruppe filosoffer, hvis ideer inspirerede den franske revolution. I 1741 slog han sig ned i Paris og omgikkes blandt andre Diderot og Holbach. Han bragte et nyt nodesystem med sig, som ikke blev udbredt. Rousseau beskriver selv, at han fik fem børn med Thérèse Levasseur, som alle kom på vajsenhus. Flere har dog udtrykt tvivl, om de var hans biologiske børn.  Ifølge George Sand kunne Rousseau have dækket over Thérèses løse forbindelser, fordi han ikke ville miste hende. Han skriver selv, at børnene ville være blevet opdraget til uhyrer af Thérèses familie. Hans egen version af sagen står tilsyneladende i modsætning til hans kærlighed til børn og pædagogiske filosofi (i Émile) og er blevet et væsentligt element i kritikken mod ham.
Rousseau følte sig ude af stand til at tage ansvar for børn. Idehistorikeren Mihail Larsen karakteriserer Rousseau som en "guldgrube for en psykiater" og en selvglad psykopat, kleptoman, mytoman og hypokonder, der samtidigt var meget hjertelig. Men det kan sagtens være, at den pædagogik, Rousseau fremstiller, ikke skal forstås som noget, der kommer fra hjertet, men snarere en stiløvelse, der ligger i forlængelse af den klassiske humanismes hang til at skrive flot uden at interessere sig synderligt for indholdet.
Rousseau besvarede en prisopgave fra Akademiet i Dijon i 1749. Den indeholdt hovedtemaet for hans senere forfatterskab. Prisopgaven var en besvarelse af spørgsmålet: Har videnskaben og kunsten været med til at højne sæderne? Hans svar var benægtende. Den blev fulgt op af en prisopgave i 1753 om uligheden mellem mennesker.
I 1760 udkom hans roman Julie, eller den nye Héloïse, der blev en så stormende succes, at bibliotekerne udlånte bogen på time-basis. Immanuel Kant, der ellers spadserede så præcist, at naboerne stillede urene efter ham, glemte at gå den dag, han læste bogen. Rousseau havde været forelsket i en grevinde, der afviste ham, og beskrev sin kærlighedssorg i romanen, hvis hovedperson er en ung mand, Saint-Preux, der ansættes som huslærer for to piger. Han forelsker sig i sin ene, Julie, og rejser væk for ikke at falde i fristelse. Men Julies far er så tilfreds med hans undervisning, at han kalder Saint-Preux tilbage, og en aften slipper Julie ham ind i sit soveværelse. Afslutningen er moralsk nok: Julie dør i en ulykke, efter at have giftet sig med den mand, hendes far har bestemt for hende, og Saint-Preux bliver huslærer for hendes efterladte børn. Det, der gjorde bogen til en sensation, var forførelsesscenen og Rousseaus opfattelse af, at et forelsket par har ret til at fuldbyrde følelserne, uanset hvad den sociale konvention mener.
Han flyttede til Luxembourg, hvor han skrev Den sociale kontrakt (1762) med de kendte ord: "Mennesket er født frit, og det er overalt i lænker". Han mente, at vi havde politiske systemer, som ikke tillod os at være frie. Rousseau påstod, at mennesket har det bedst i sin naturtilstand, og at civilisationen og samfundet har ødelagt det. Hvis det er sandt – Rousseau påstod aldrig, at vi kunne vende tilbage til denne oprindelige, rene naturtilstand – findes der så en måde, som vi kan bevare menneskets naturlige frihed i det moderne samfund? Rousseau brugte en form for en social kontrakt til at foreslå, hvorledes individer kunne underkaste deres vilje en fælles vilje. I Hobbes' naturtilstand var mennesket krigerisk og dets liv ondt, brutalt og kort. Det manglede den sociale kontrakt til at bringe det ud af den tilstand. Rousseaus kontrakt virkede anderledes og tillod noget af det gode i naturen, da mennesket var på sit højeste, at vinde indpas i det moderne samfund. Skønt Rousseau ikke talte for tilbage til naturen, udforskede han værdien af livet tæt på naturen og risikoen ved det civiliserede liv – ideer, som blev meget populære i romantikken.
Hans opdragelsesroman Émile dannede skole inden for pædagogikken, idet den gik ind for en fri opdragelse af barnet. Dermed grundlagdes den moderne pædagogik.
"Den sociale kontrakt" gjorde folkeviljen til den højeste lov og var indvarslede den franske revolution.
I 1770 vendte han tilbage til Paris, hvor han boede til sin død den 2. juli 1778. Han blev begravet ved siden af Voltaire i Panthéon. Rousseau fik gennem sin fremhævelse af følelsen og det naturliges værdi afgørende indflydelse på den vestlige kultur.

## Forfatterskab
- Projet concernant de nouveaux signes pour la musique (1742)
- Dissertation sur la musique moderne (1743)
- Discours sur les sciences et les arts (1750) (oversat i nedenstående Politiske skrifter, 2009). engelsk oversættelse Arkiveret 11. februar 2017 hos  Wayback Machine
- Discours sur l'économie politique. (1755, artikkel i Encyclopédie)
- Le Devin du village (1752), opera
- Narcisse ou l’amant de lui-même, komedie
- Discours sur l'origine et les fondements de l'inégalité parmi les hommes (1755) (Første danske udgave Om Oprindelsen til Uligheden blandt Menneskene, og dens Grundstøtter (1800). Nyeste danske udgave Afhandling om ulighedens oprindelse og grundlæggelse blandt menneskene (1996).) engelsk oversættelse
- Examen de deux principes avancés par M. Rameau (1754–1756)
- J.J. Rousseau Citoyen de Genève, à Mr. d'Alembert sur les spectacles (1758)
- Jugement du Projet de paix perpétuelle de Monsieur l'Abbé de Saint-Pierre (1756)
- Lettres morales (1757–1758)
- Julie ou la nouvelle Héloïse, 1761 (dansk: Ny Heloïse, 1801.)
- Du contrat social (1762) (Første danske udgave Om Selskabs-Foreningen (1795). Nyeste danske udgave Samfundskontrakten eller Statsrettens principper, 2007.)
- Émile ou De l'éducation (1762) (Første danske udgave Emil eller om Opdragelsen, 1796-99 (6 bind) oversat af Johan Werfel. Nyeste uforkortede danske udgave Emile, eller Om opdragelsen 1962 (3 bind), forkortet udgave 1997, begge versioner oversat af Kristen D. Spanggaard)
- Considérations sur le gouvernement de Pologne (1770–1771)
- Essai sur l'origine des langues (posthumt)
- Projet de constitution pour la Corse (posthumt, trolig skrevet 1765)
- Dictionnaire de musique (påbegyndt 1755, trykt 1767)
- Les Confessions (1765–1770) (Første danske udgave Bekjendelser eller hans Levnet, skrevet af ham selv (1798). Nyeste danske udgave Bekendelser (4 bind), 1966)
- Dialogues de Rousseau juge de Jean-Jacques (posthumt)
- Les Rêveries du promeneur solitaire (posthumt)

### Oversættelser til dansk
- Mikkel Thorup (red.) & Niels Amstrup (overs.), Jean-Jacques Rousseau: Politiske skrifter, Forlaget Klim, 2009. ISBN 9788779556522.